# Közi
Közi (jap. こうじ; ur. 29 maja 1972 w prefekturze Niigata) – japoński artysta z nurtu visual kei grający na gitarze, fortepianie, keyboardzie i syntezatorze. Közi najbardziej znany jest z czasów, gdy należał do popularnego zespołu visual kei, MALICE MIZER. Po tym, jak grupa zawiesiła działalność w 2001 roku, Közi dołączył do projektu, Eve of Destiny, grającego industrialnego rocka, a także rozpoczął karierę solową.
Będąc członkiem Malice Mizer, Közi często wcielał się w rolę pierrota, zakładając kostiumy przypominające stroje klauna z wielkimi kołnierzami, zawsze w odcieniach czerwonego – jego ulubionego koloru. W teledyskach i na scenie często wykonywał ruchy przypominające ruchy marionetek. Nie odszedł zupełnie od tego stylu, jednak jego dzisiejsze kostiumy sceniczne są bardziej gotyckie.

## Życiorys
Kariera Köziego zaczęła się z końcem lat 80. w zespole Girl, a potem Beyond the Reinsight. Informacje o tych grupach są jednak bardzo ubogie. W 1991 dołączył do Matenrou (znanego także jako Matenrow) z przyszłym członkiem Malice Mizer – Maną. Zespół wydał dwa dema. Mana oraz Közi opuścili Matenrou, stwierdzając, że obaj mają podobne idee w tworzeniu muzyki. Założyli Malice Mizer w 1992 roku. Po rozpadzie zespołu w 2001 Közi przyłączył się do Haruhiko Asha, tworząc Eve of Destiny. Zespół ten kilkakrotnie występował poza Japonią, także w Polsce.
W 2002 roku Közi skomponował ścieżkę dźwiękową do książki – Izayoi no tsuki, autorstwa Minako. Pierwszym solowym wydawnictwem Köziego był dwupłytowy singiel z 2003 roku, KHAOS/KINEMA, zawierający między innymi utwór Promenade, który został nagrany ponownie kilka miesięcy później na jego debiutancki album, Catharsis. Singiel MEMENTO wydany pod koniec 2004 roku jest dedykowany drugiemu perkusiście zespołu Malice Mizer, Kamiemu. Dwa lata później wydał kolejny album, LOKI N’ ROLL.
22 września 2008 roku Közi wrócił z nowym projektem, DALLE, w którego skład wchodzą Satoshi na wokalu, Atsushi na basie, Fuchi na perkusji i Közi na gitarze. Pierwszy koncert zagrali 18 października w Shinjuku, MARZ podczas TOKYO DARK CASTLE~Halloween Special.
Közi wystąpił gościnnie na koncercie Moi dix Mois, Dis inferno Vol.VI～LAST YEAR PARTY～, 28 grudnia 2008 roku.

## Dyskografia
jako artysta solowy

### Albumy
- Izayoi no tsuki (jap. 十六夜の月) (soundtrack) – 13 grudnia 2002
- Catharsis (jap. カタルシス Katarushisu) – 11 marca 2004
- LOKI N’ ROLL – 17 maja 2006

### Single
- KHAOS/KINEMA – 26 listopada 2003
- MEMENTO – 1 grudnia 2004

### DVD
- LIVE COLLAGE 2004~2006 – 29 maja 2007